# スエズ運河会社

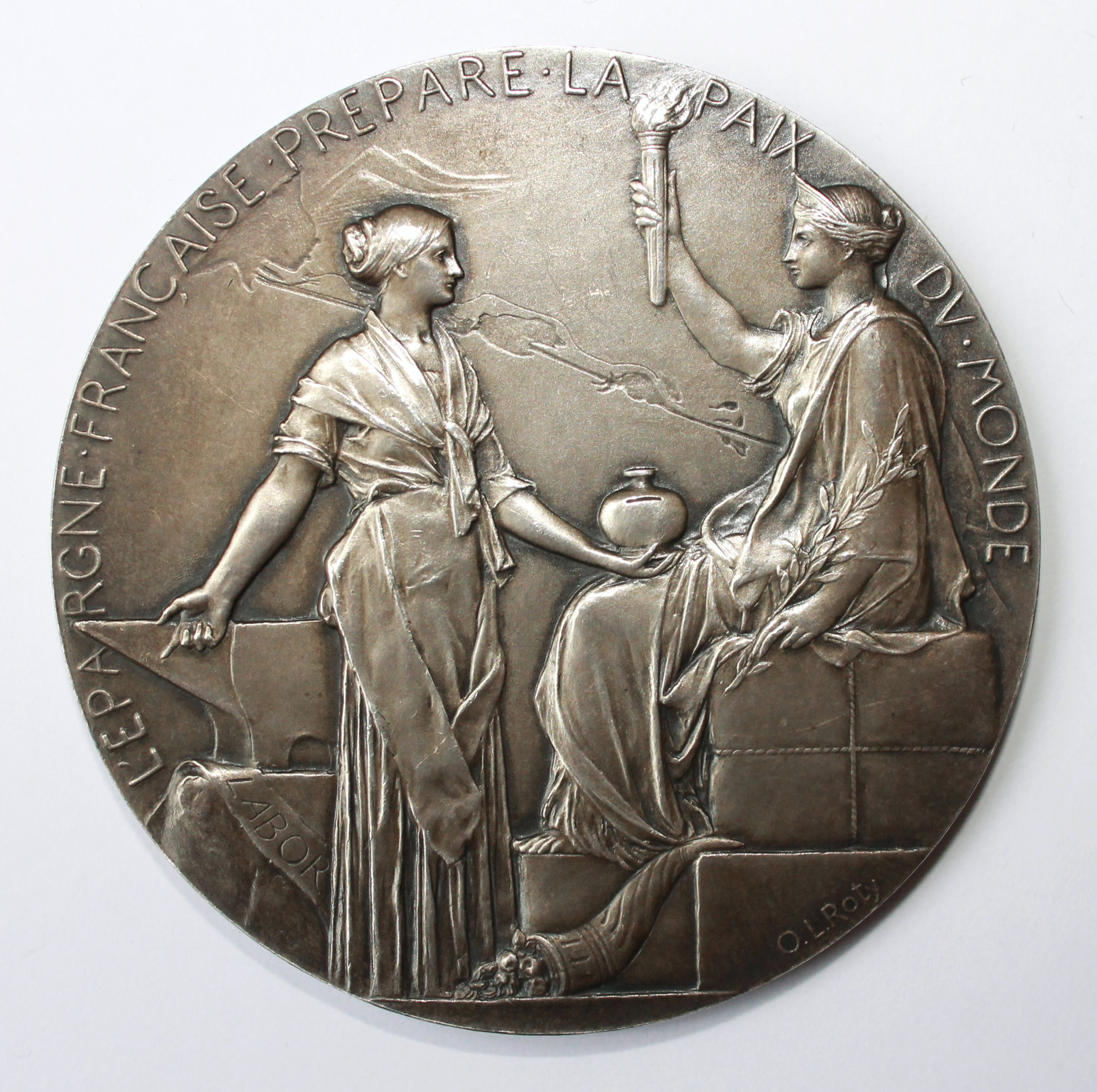
スエズ運河会社設立30周年メダル
（オスカル・ロティ製作、1888年）

スエズ運河会社（スエズうんががいしゃ、フランス語: Compagnie universelle du canal maritime de Suez、略してCompagnie de Suez）は、1858年にフェルディナン・ド・レセップスが設立し、1859年から1869年までかけてスエズ運河を建設し、その後長年にわたって運河を保有し運営したエジプトの会社である。国際スエズ運河会社、万国スエズ運河会社などとも呼ばれる。当初は、フランスの民間投資者が過半の出資を行っており、エジプト側もかなりの出資をしていた。

## 歴史

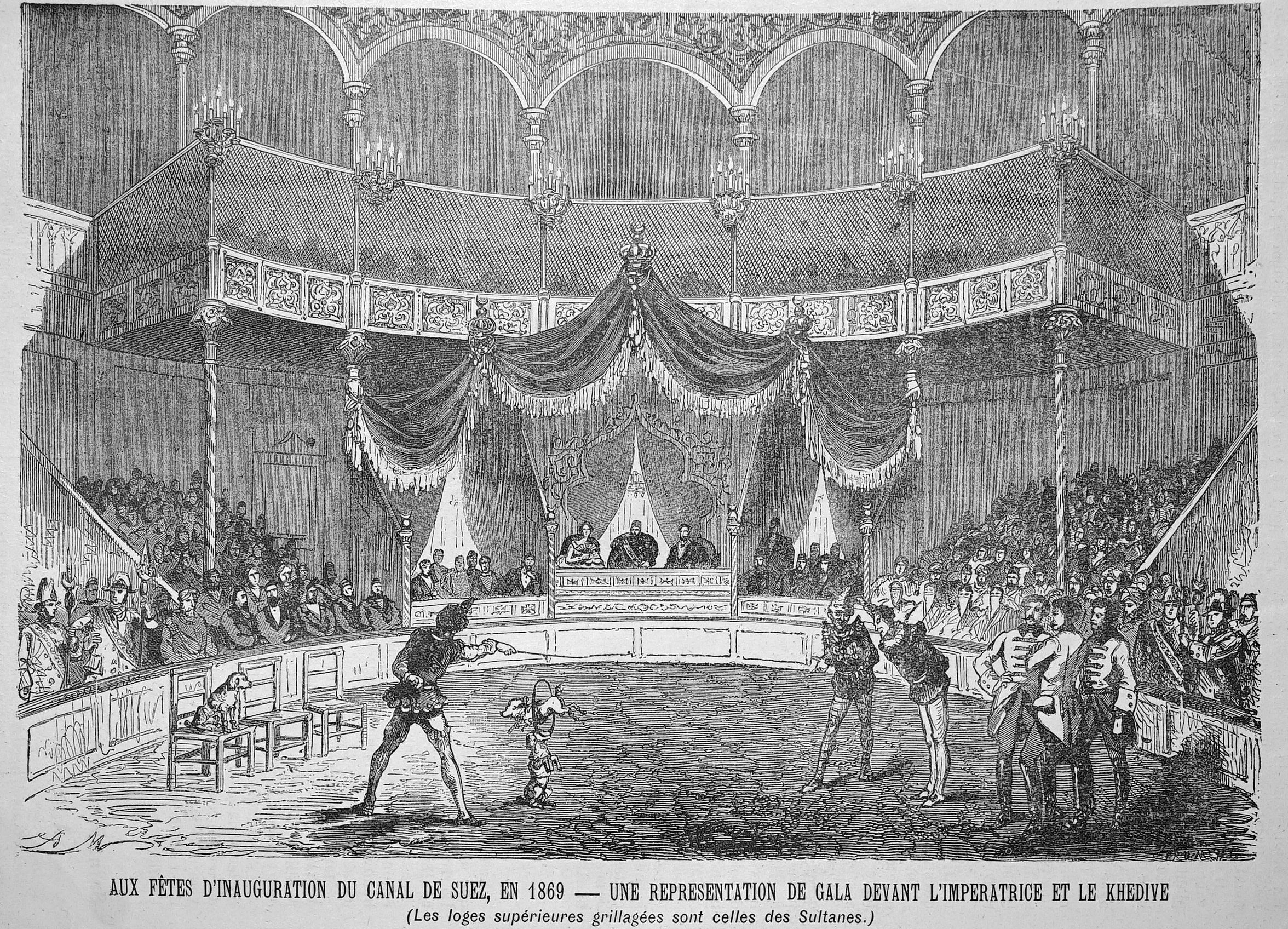
1869年、スエズ運河会社の設立を記念して、イスマーイール・パシャの臨席のもとにカイロで開催されたランシー・サーカスの公演。

1863年にイスマーイール・パシャがエジプトとスーダンのワーリー（エジプト総督）に就任した際、前任のサイード・パシャが会社に与えた免許を認めることを拒否した。この問題は1864年のナポレオン3世による調停にゆだねられ、当初の免許をイスマーイールの要求にしたがって変更することに伴って会社が被る損害の補償として380万ポンドを支払うことになった。1875年に財政危機に見舞われたイスマーイールは、彼の会社の持ち分をわずか397万6582ポンドでイギリス政府へ売却することになった（スエズ運河#イギリスによる介入）。
スエズ運河会社は、1956年にエジプトのガマール・アブドゥン＝ナーセル大統領が国有化するまで運河を運営した。この国有化事件は、第二次中東戦争（スエズ動乱）の原因となった。
1966年まではイギリス王室の持株比率が4割近くを占め、イギリスの役員も3人派遣されていた。しかしポンタ＝ムッソン（現サンゴバン）と資本提携するようになってから、王室の持株比率が大きく低下した。1971年から1982年まで商工信用銀行を72％支配したが、インドシナ銀行までも吸収したときパリバをしのぐスケールとなった。1970年代、モルガン・グレンフェル（現ドイツ銀行）系のINA Corporation と共同でBlyth, Eastman Dillon & Co.（現UBS）へ出資をしており、そのブライス・イースタン・ディロンはインドスエズ銀行の1976年に発行した社債をINA と共同管理していた。
1997年、リヨン水道と合併してスエズSA となった。翌年から再来年にかけて傘下のベルギー総合会社をフォルティスグループへ売却した。現在、スエズSAは国際コングロマリットのエンジーとなっている。

## 年表
1997年の合併まで、左にスエズ運河会社、右にリヨン水道（Lyonnaise des eaux）それぞれの沿革を記す。
- 1937年 - フランソワ・ジョルジュ＝ピコの甥ジャックが入社。
- 1958年 - スエズ金融に改称。
- 1959年 - スエズ銀行を創設。
- 1966年 - スエズ鉱山同盟銀行を創設。
- 1967年 - リヨン水道の主要株主となる。
- 1974年 - インドシナ銀行を合併してインドスエズ銀行とする。
- 1982年 - スエズ金融をミッテランが国有化する。
- 1987年 - スエズ金融が民営化される。
- 1988年 - ベルギー総合会社に対する支配権を握る。
- 1989年 - スエズ金融がグループ・ヴィクトワル保険に対する支配権を握る[3]。5年後に売却。
- 1992年 - ネスレやBSNと組み、エクソールの経営陣を相手にペリエ争奪戦を展開。
- 1996年 - インドスエズ銀行をクレディ・アグリコルへ売却し、また一方ではトラクテベルを買収。

- 1880年 - リヨン水道電灯が設立される。
- 1914年 - リヨン水道が国際的事業展開をはじめる。
- 1946年 - フランスのガス・電気事業が国有化される。
- 1959年 - リヨン水道が保有するモーゲージ債権の8割をアフリカ諸国が占める[4]。
- 1972年 - リヨン水道が飲料水のデグレモン（フランス語版、英語版）を買収。
- 1975年 - リヨン水道が地熱供給プラントのコフレスを買収。
- 1979年 - リヨン水道がPompes funèbres générales を買収。
- 1986年 - ケーブルテレビ事業へ参入。
- 1987年 - M6テレビの株式を取得。
- 1989年 - リヨン水道、ソシエテデゾー（現ヴィヴェンディ）、サウアー（Groupe Saur）が、イギリスの世論に反し、法定水道会社5社のうち3社を支配下におさめた。
- 1990年 - 建設会社Dumez と合併。

## 歴代社長一覧
- フェルディナン・ド・レセップス （1855年 - 1894年12月7日）
- ジュール・ギシャール (Jules Guichard) （1892年12月17日 - 1896年12月17日、1894年12月7日まではレセップスの代理）
- オーガスト＝ルイ＝アルベリク (Auguste-Louis-Albéric) （1896年8月3日 - 1913年）
- シャルル・ジョンナール (Charles Jonnart) （1913年5月19日 - 1927年）
- ルイ・ド・ヴォギュエ (Louis de Vogüé)[5] （1927年4月4日 - 1948年3月1日）
- フランソワ・シャルル＝ルー (François Charles-Roux) （1948年4月4日 - 1956年7月26日）